# Varina (Iowa)
Varina es una ciudad ubicada en el condado de Pocahontas en el estado estadounidense de Iowa. En el Censo de 2010 tenía una población de 71 habitantes y una densidad poblacional de 101,16 personas por km².

## Geografía
Varina se encuentra ubicada en las coordenadas 42°39′29″N 94°53′52″O / 42.65806, -94.89778. Según la Oficina del Censo de los Estados Unidos, Varina tiene una superficie total de 0.7 km², de la cual 0.7 km² corresponden a tierra firme y (0%) 0 km² es agua.

## Demografía
Según el censo de 2010, había 71 personas residiendo en Varina. La densidad de población era de 101,16 hab./km². De los 71 habitantes, Varina estaba compuesto por el 97.18% blancos, el 2.82% eran afroamericanos, el 0% eran amerindios, el 0% eran asiáticos, el 0% eran isleños del Pacífico, el 0% eran de otras razas y el 0% pertenecían a dos o más razas. Del total de la población el 7.04% eran hispanos o latinos de cualquier raza.